# Жиленков, Николай Дмитриевич
Николай Дмитриевич Жиленков — советский хозяйственный и политический деятель.

## Биография
Родился в 1948 году в Рожищенском районе Волынской области. Член КПСС.
В 1963—1991 гг. — механизатор, звеньевой тракторной бригады колхоза имени Ватутина Рожищенского района Волынской области.
Указами Президиума Верховного Совета СССР от 14 февраля 1975 года и 24 декабря 1976 года за досрочное выполнение социалистических обязательств награждён орденами Трудовой Славы 3-й и 2-й степени.
За обеспечение устойчивого роста производства картофеля, сахарной свёклы, овощных, технических и других с/х культур, применение прогрессивных технологий и повышение производительности труда был в составе коллектива удостоен Государственной премии СССР за выдающиеся достижения в труде 1983 года.
Указом Президиума Верховного Совета СССР от 7 июля 1986 года награждён орденом Трудовой Славы 1-й степени, став полным кавалером ордена Трудовой Славы.
Жил в Волынской области.